# Gholson (Texas)
Gholson es una ciudad ubicada en el condado de McLennan en el estado estadounidense de Texas. En el Censo de 2010 tenía una población de 1.061 habitantes y una densidad poblacional de 46,94 personas por km².

## Geografía
Gholson se encuentra ubicada en las coordenadas 31°42′20″N 97°14′17″O / 31.70556, -97.23806. Según la Oficina del Censo de los Estados Unidos, Gholson tiene una superficie total de 22.6 km², de la cual 22.55 km² corresponden a tierra firme y (0.22%) 0.05 km² es agua.

## Demografía
Según el censo de 2010, había 1.061 personas residiendo en Gholson. La densidad de población era de 46,94 hab./km². De los 1.061 habitantes, Gholson estaba compuesto por el 94.44% blancos, el 1.13% eran afroamericanos, el 1.04% eran amerindios, el 0.28% eran asiáticos, el 0% eran isleños del Pacífico, el 1.98% eran de otras razas y el 1.13% pertenecían a dos o más razas. Del total de la población el 10.37% eran hispanos o latinos de cualquier raza.